# Морской (Приморский край)
Морско́й — посёлок в Надеждинском районе Приморского края, входит в состав Надеждинского сельского поселения.

## География
Посёлок находится в верховьях реки Давыдовка, в 8 км от её впадения в Амурский залив, на расстоянии 6 км от села Вольно-Надеждинское, административного центра района, и 42 км от города Владивосток, административного центра края. Абсолютная высота — 91 м над уровнем моря.

## Население
| 2002 | 2005 | 2008 | 2010 |
| ---- | ---- | ---- | ---- |
| 116  | ↗126 | ↘114 | ↘101 |

## Улицы
| - пер. Садовый, - ул. Солнечная, | - ул. Тисовая, - ул. Центральная. |

## Транспорт
Посёлок связан автомобильной дорогой длиной 2,2 км с федеральной трассой М60 «Уссури». Ближайшая железнодорожная станция Надеждинская находится на расстоянии 5 км к юго-востоку.